# Albas (Aude)
Albas (Albás en Occitano) es una pequeña localidad  y comuna francesa, situada en el departamento de Aude en la región de Languedoc-Rosellón y región natural de las Corbières, al pie del monte Tauch.
A los habitantes de la comuna se les conoce por el gentilicio Albassiens.

## Demografía
| 88 | 72 | 59 | 72 | 70 | 59 |
| Para los censos de 1962 a 1999 la población legal corresponde a la población sin duplicidades (Fuente: INSEE [Consultar]) |    |    |    |    |    |